# Jacmel (arrondissement)
Jacmel (Haïtiaans-Creools: Jakmèl) is een arrondissement van het Haïtiaanse departement Sud-Est, met 340.000 inwoners inwoners. De postcodes van dit arrondissement beginnen met het getal 91.
Het arrondissement Jacmel bestaat uit de volgende gemeenten:
- Jacmel (hoofdplaats van het arrondissement)
- Cayes-Jacmel
- La Vallée
- Marigot